# Музей витража (Краков)
Музей витража (пол. Muzeum Witrażu) — ремесленный музей, находящийся на улице Зигмунда Красинского, 23 в городе Краков Малопольского воеводства, Польша.

## История
Музей располагается в здании в стиле модернизма, которое было построено в 1907 году по проекту польского архитектора Людвика Войтычко. Дом был построен по инициативе Станислава Желинского специально для мастерской по производству витражей «Krakowski Zakład Witrażów S.G. Żeleński» . Эта мастерская, основанная в 1902 году, изготовила несколько тысяч витражей, которые были установлены в частных и публичных помещениях в Кракове. В мастерской были реализованы проекты польских художников Станислава Выспянского, Юзефа Мехоффера и Хенрика Узембло. Мастерская действует непрерывно до нашего времени. В 2000 году мастерская стала собственностью Петра Островского, который основал в здании Музей витража.
В 2008 году музей основал «Фонд музея витража», целью которого стало содействие современному изобразительному искусству на стекле, помощь развитию витражного искусства в современной городской архитектуре, изучение и сохранение исторического польского витражного искусства.
В музее действует постоянная выставка исторических коллекций и так называемая «живая выставка», во время которой можно увидеть традиционный процесс изготовления витража. В музее также действует Галерея современного стекла, в которой организуются временные выставки, демонстрирующие работы современных художников по стеклу.